# Villa Agnedo
Villa Agnedo là một đô thị ở Trentino ở vùng Trentino-Alto Adige/Südtirol của Ý, tọa lạc cách 30 km về phía đông của Trento. Tại thời điểm ngày 31 tháng 12 năm 2004, đô thị này có dân số 902 người và diện tích là 14,1 km².
Villa Agnedo giáp các đô thị: Scurelle, Strigno, Ivano-Fracena, Ospedaletto, Castelnuovo và Asiago.